# Narvský záliv
Narvský nebo Narevský záliv, též Narvská nebo Narevská zátoka (estonsky Narva laht, rusky Нарвский залив nebo Нарвская губа, finsky Narvanlahti) je záliv, zátoka, část Finského zálivu v Baltském moři u břehů Ruska (Leningradská oblast na jihovýchodě a východě) a Estonska (Ida-Virumaa na jihozápadě a jihu). Zařezává se 40 km do souše. Je 90 km široký. Hluboký je více než 30 m.

## Pobřeží
Východní břeh je nízký, písečný, zatímco jižní je převážně vysoký a prudký. Na estonském pobřeží zřetelně vystupuje tzv. Baltsko-ladožská terasa. Od prosince do března je pokryt ledem. Do zálivu ústí řeka Narva. Poblíž jejího ústí leží lázně Narva-Jõesuu. Na východě je od Lužské zátoky oddělena Kurgalským poloostrovem.